# 南丹站
南丹站，位于中华人民共和国广西壮族自治区河池市南丹县城关镇，是黔桂铁路上的火车站，建于1943年，由南宁局集团管辖。

## 歷史
- 建于1943年。

## 車站周邊
- 南丹县城关镇政府
- 中国邮政储蓄银行南丹县小场营业厅
- 南丹县城关镇卫生院
- 城关镇第二中学

## 外部連結
- 中国铁路客户服务中心（页面存档备份，存于）